# Lando Norris
Lando Norris (n. 13 noiembrie 1999, Bristol, Anglia, Regatul Unit) este un pilot de curse britanic care concurează în Formula 1 pentru echipa McLaren. Norris a fost vicecampion mondial al piloților în Formula 1 în 2024, și a câștigat 5 Mari Premii pe parcursul a șapte sezoane.
Născut în Bristol și crescut în Glastonbury dintr-un tată englez și o mamă belgiană, Norris a început să concureze pe carturi la vârsta de șapte ani. După o carieră de succes în carting - care a culminat cu cucerirea titlului în Campionatul Mondial de Carting în 2014 - Norris a trecut la formulele de juniori. El a câștigat primul său titlu în Campionatul de Formula MSA 2015 cu Carlin. A câștigat apoi Toyota Racing Series, Formula Renault Eurocup și Formula Renault NEC în 2016, primind Premiul Autosport BRDC în acel an. Norris a câștigat Campionatul European de Formula 3 FIA în 2017 și a terminat pe locul al doilea după George Russell în Campionatul Formula 2 FIA în 2018, ambele cu Carlin.
Membru al Programului McLaren pentru tineri piloți din 2017, Norris s-a alăturat echipei McLaren în 2019 pentru a fi coechipier pe Carlos Sainz Jr. și și-a făcut debutul în Formula 1 la Marele Premiu al Australiei. El a obținut prima sa clasare pe podium și cel mai rapid tur la Marele Premiu al Austriei din 2020, înainte de a obține primul său pole position la Marele Premiu al Rusiei din 2021, printre alte câteva podiumuri. După un alt podium la Marele Premiu al Emiliei-Romagna din 2022, Norris a obținut șapte podiumuri în sezonul din 2023. În 2024, Norris a obținut prima sa victorie din carieră la Marele Premiu de la Miami, repetând această performanță în Țările de Jos, Singapore și Abu Dhabi. 
Norris va rămâne la McLaren cel puțin până la sfârșitul sezonului 2027.

## Cariera în Formula 1

### 2019-prezent: McLaren

#### 2019
Pe 4 septembrie, McLaren a anunțat că Lando Norris îl va înlocui pe pilotul belgian, Stoffel Vandoorne, pentru sezonul F1 2019. Și-a început munca pe 27 noiembrie 2018 testând anvelopele Pirelli din 2019 pe circuitul Yas Marina, la 2 zile de la ultima cursă a sezonului 2018, în Abu Dhabi.

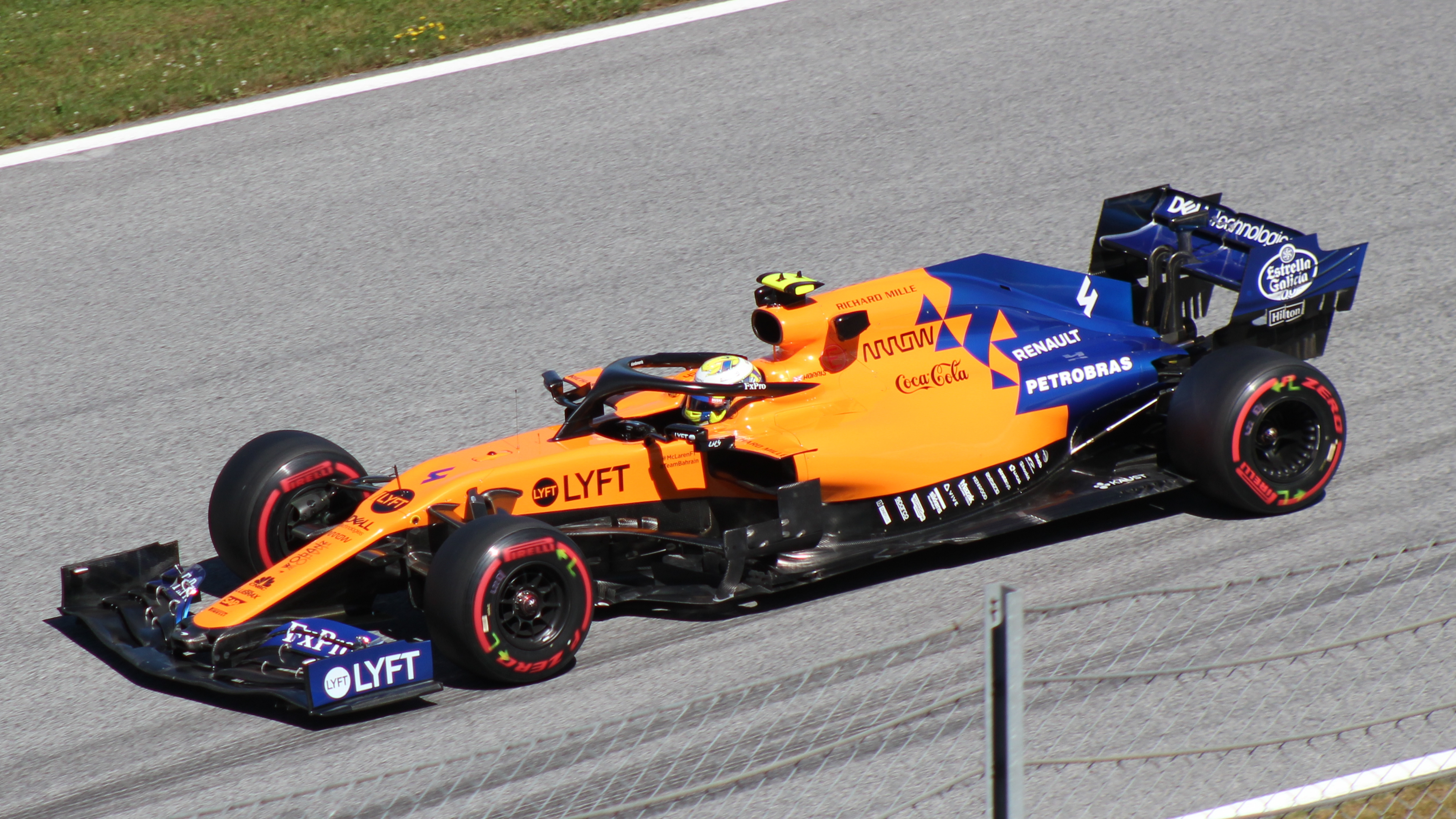
Norris în Marele Premiu al Austriei din 2019.

Lando Norris a avut un început foarte bun în primul său sezon în Formula 1. În prima sa cursă de la Melbourne s-a calificat pe locul 8, în fața coechipierului său, cu mult mai experimentat, Carlos Sainz Jr., care a început de pe locul 18. Nu a putut să-și țină poziția a 9-a în timpul cursei și a terminat pe 12. În a doua sa cursă la Bahrain, a pornit de pe poziția a noua și a reușit o cursă foarte puternică. El a terminat în puncte pentru prima dată și a trecut linia de sosire pe locul 6. Cel mai bun rezultat al lui McLaren înainte de Bahrain a fost locul 5 al lui Fernando Alonso în Australia, cu un an înainte. După ieșirea puternică la Sakhir, a marcat puncte în una dintre următoarele cinci curse. Apoi, a avut o altă performanță bună în Franța, cu locul 9 și o altă poziție a 6-a în Austria, unde s-a luptat cu Lewis Hamilton pentru locul trei în primul tur al cursei. La Budapesta, el a adăugat alte puncte în palmaresul său, cu o clasare pe poziția a noua.
Prima jumătate a sezonului său de debut în F1 a fost eficientă și, în ciuda faptului că se afla cu 34 de puncte în urma lui Sainz în campionat, pilotul britanic a arătat viteză mare sâmbăta, învingându-l pe spaniol (8-4) în primele 12 curse. Norris a început a doua parte a sezonului cu o acțiune solidă în Marele Premiu al Belgiei din 2019 la Spa-Francorchamps, unde a ocupat a cincea poziție pe parcursul întregii curse, până când motorul său s-a oprit în timp ce a început ultimul tur al cursei. El a marcat puncte în șase din ultimele nouă curse ale sezonului, punându-și totalul de puncte la 49 și terminând sezonul pe locul 11 în campionat.

#### 2020
Sezonul din 2020 a început excelent pentru el. În prima cursă, Marele Premiu al Austriei din 2020, el a terminat pe locul 3 (reușind astfel primul său podium din carieră), dar a stabilit și cel mai rapid tur al cursei, de asemenea, primul din carieră. Restul sezonul a fost la fel ca cel precedent: clasări constante în puncte, însă mai mereu în urma coechipierului său. El a terminat sezonul pe locul 9 cu 97 de puncte acumulate.

#### 2021
Semnând prelungirea contractului cu McLaren în 2019, pentru a continua cu echipa până la sfârșitul sezonului 2022, Norris a început sezonul din 2021 tot cu echipa din Woking. Carlos Sainz Jr. a plecat de la McLaren pentru a se alătura echipei Ferrari, iar în locul său a venit australianul Daniel Ricciardo de la Renault.

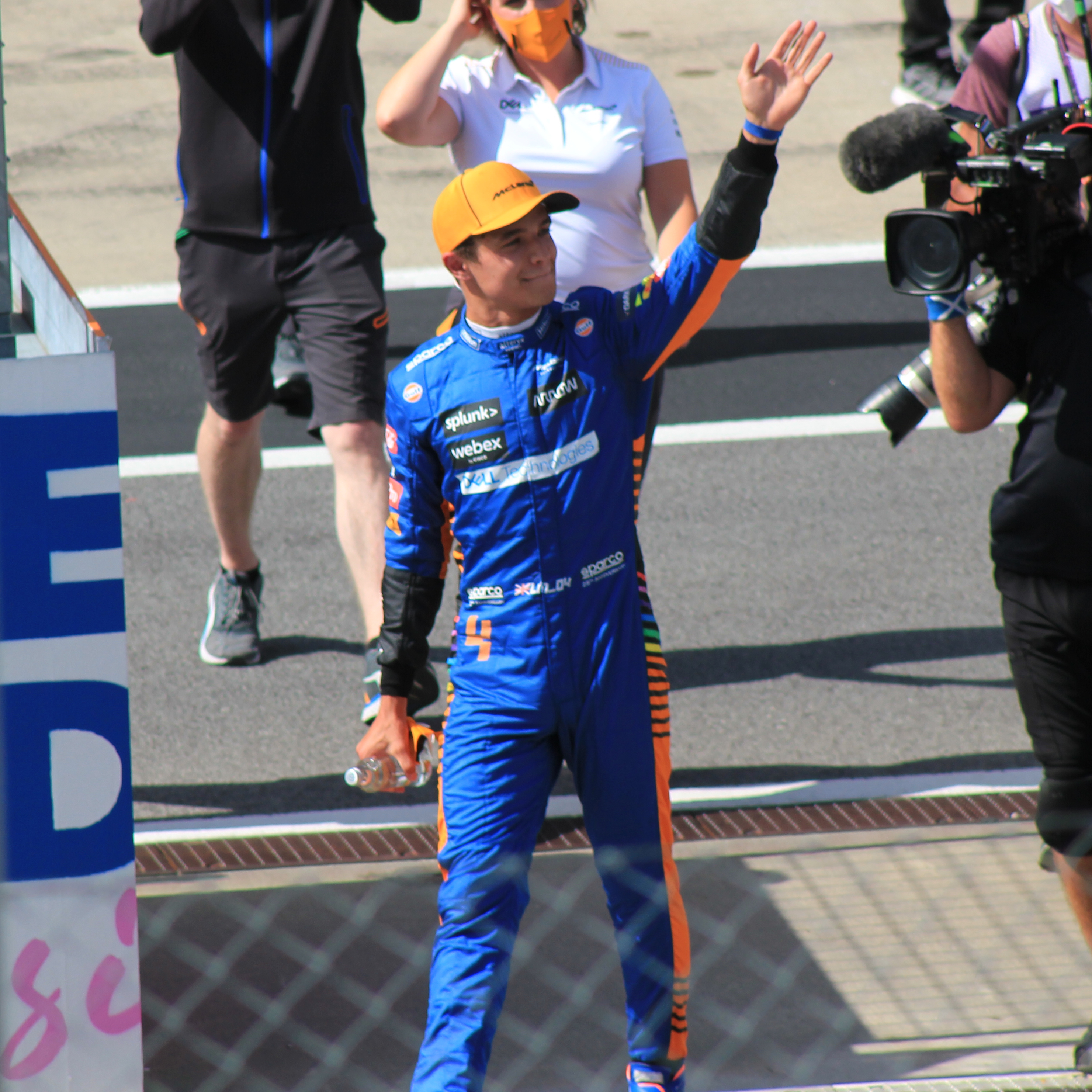
Norris după calificările pentru.

Norris s-a calificat pe locul șapte în cursa de deschidere a sezonului din Bahrain și a terminat duminică pe locul patru. Norris a egalat cea mai bună clasare în calificări la Marele Premiu al Stiriei, începând cursa de pe locul 3 după ce Bottas a primit o penalizare pe grilă. El a terminat Marele Premiu pe locul cinci pentru a treia cursă consecutivă. El și-a îmbunătățit poziția în calificări la Marele Premiu al Austriei din weekendul următor, începând cursa de pe locul doi după ce a stabilit un timp cu 0,048 de secunde în spatele pole-sitter-ului Max Verstappen. Norris a primit o penalizare în timpul cursei după ce a fost judecat că l-a forțat pe Sergio Pérez în afara pistei. A terminat cursa pe locul trei pentru a-și revendica al treilea podium al sezonului. El a stabilit al șaselea cel mai rapid timp în calificările de vineri de la Marele Premiu al Marii Britanii, înainte de a termina pe locul cinci în noul format de calificări sprint, și pe locul 4 în Marele Premiu. Acest rezultat l-a mutat pe locul trei în campionatul piloților. La Marele Premiu al Italiei din 2021, Norris a terminat pe locul patru în calificarea sprint, care a devenit locul trei pe grilă pentru cursă, deoarece Bottas a suferit o penalizare din cauza schimbării motorului. Norris a terminat cursa pe locul doi în spatele coechipierului Ricciardo, marcând al patrulea podium al sezonului și asigurând prima clasare 1-2 pentru McLaren de la Marele Premiu al Canadei din 2010.
Norris a luat primul său pole position din Formula 1 în condiții meteorologice schimbătoare din calificările pentru Marele Premiu al Rusiei. A pierdut conducerea în fața lui Carlos Sainz în primul tur înainte de a o recâștiga în turul 13. Norris a continuat să aibă conducerea cursei, cu Lewis Hamilton aproape în urmă, până când ploaia a început să cadă în ultimele tururi. Norris a decis să rămână pe circuit cu anvelopele pentru vreme uscată, în timp ce Hamilton s-a oprit pentru anvelope intermediare. Ploaia s-a înrăutățit curând, permițându-i lui Hamilton să-l depășească pe Norris, forțându-l pe acesta să facă o oprire la boxe pentru pneurile intermediare. Norris a terminat pe locul șapte, înregistrând cel mai rapid tur al cursei. În urma acelei curse, Norris nu a reușit să termine niciuna dintre cele șapte curse rămase ale sezonului într-o poziție mai înaltă decât locul 7, deși a reușit să înscrie puncte în fiecare dintre ele. A terminat sezonul pe locul șase în clasament, cu 160 de puncte acumulate și cu 4,5 puncte în spatele fostului coechipier Sainz.

#### 2022

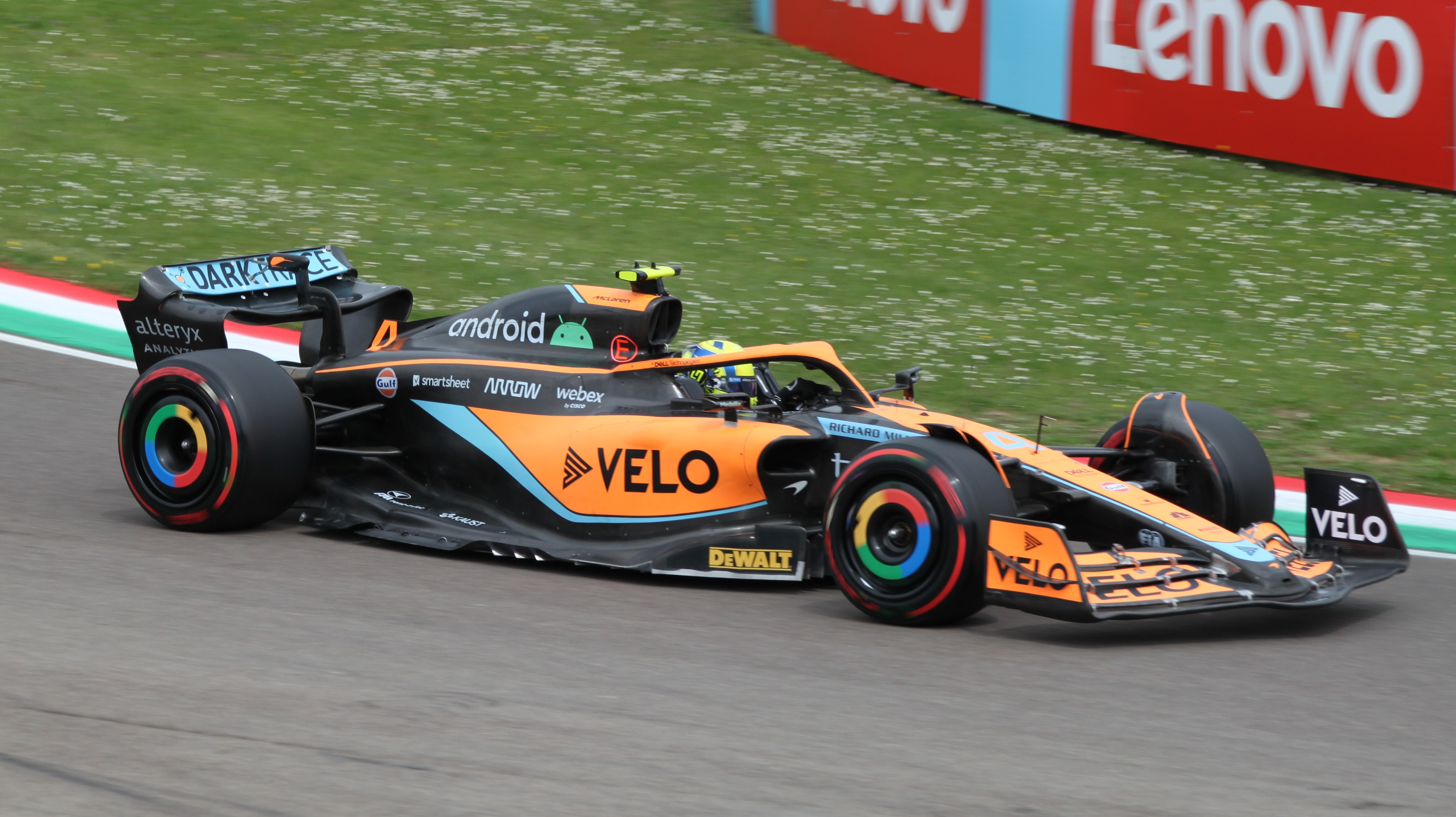
Norris a obținut doar un podium în sezonul din, în Marele Premiu al Emiliei-Romagna.

În februarie 2022, Norris a semnat o prelungire a contractului cu McLaren, care îl va vedea la echipă cel puțin până în 2025. Norris a finalizat toate cele trei zile ale testelor oficiale de presezon din Bahrain după ce Ricciardo a fost testat pozitiv pentru COVID-19 și nu a putut participa. Odată cu noile reglementări aduse în Formula 1 pentru sezonul 2022, mașina McLaren a avut dificultăți în prima cursă a anului, Marele Premiu al Bahrainului din 2022, astfel că Norris a terminat pe locul 15, cu o poziție în spatele lui Ricciardo. Echipa și-a revenit iar Norris a marcat puncte în următoarea cursă din Arabia Saudită, clasându-se pe locul 7. În Marele Premiu al Emiliei-Romagna din 2022, el s-a calificat pe locul 3 pentru cursa de sprint, încheind-o pe aceasta pe locul 5. În cursa de duminică, el a terminat pe locul 3, în spatele mașinilor Red Bull, obținând astfel primul și singurul podium al său din sezon.
Norris a fost unul dintre cei mai constanți piloți ai sezonului 2022, acumulând puncte în 17 din cele 22 de curse. De asemenea, el a fost caracterizat ca fiind cel mai bun după piloții echipelor de top. În ciuda acestui fapt, el a declarat că se simte „dezamăgit” de performanța mașinii din 2022. A terminat sezonul pe locul 7 în campionatul piloților, cu 122 de puncte acumulate.

#### 2023
Norris a rămas cu McLaren pentru 2023, în parteneriat cu debutantul Oscar Piastri, care l-a înlocuit pe Daniel Ricciardo. La prima cursă a sezonului, cea din Bahrain, ambele mașini McLaren au avut probleme de fiabilitate. Norris a făcut șase opriri la boxe pentru a gestiona problema și s-a clasat pe locul 17 și ultimul dintre piloții care au terminat. El a fost eliminat în prima sesiune de calificări (Q1) la Marele Premiu al Arabiei Saudite după ce a lovit peretele, pentru prima dată din 2019 încoace. A suferit daune în primul tur și a terminat din nou pe locul 17. La Marele Premiu al Australiei, norocul s-a îmbunătățit pentru McLaren, ambii piloți marcând primele puncte ale sezonului; Piastri a terminat pe locul opt, iar Norris pe locul șase. O altă eliminare în Q1 la Marele Premiu de la Miami și un contact cu Nyck de Vries la start au dus la o altă clasare în afara punctelor. S-a calificat pe locul al treilea pentru Marele Premiu al Spaniei, dar un contact din primul tur cu Lewis Hamilton l-a lăsat în spatele grilei. El a fost retrogradat de pe poziția a zecea la Marele Premiu al Canadei din cauza unei penalizări pentru „comportament nesportiv” după ce a încetinit excesiv în timp ce a intrat pe linia boxelor pentru a crea un decalaj față de Piastri.

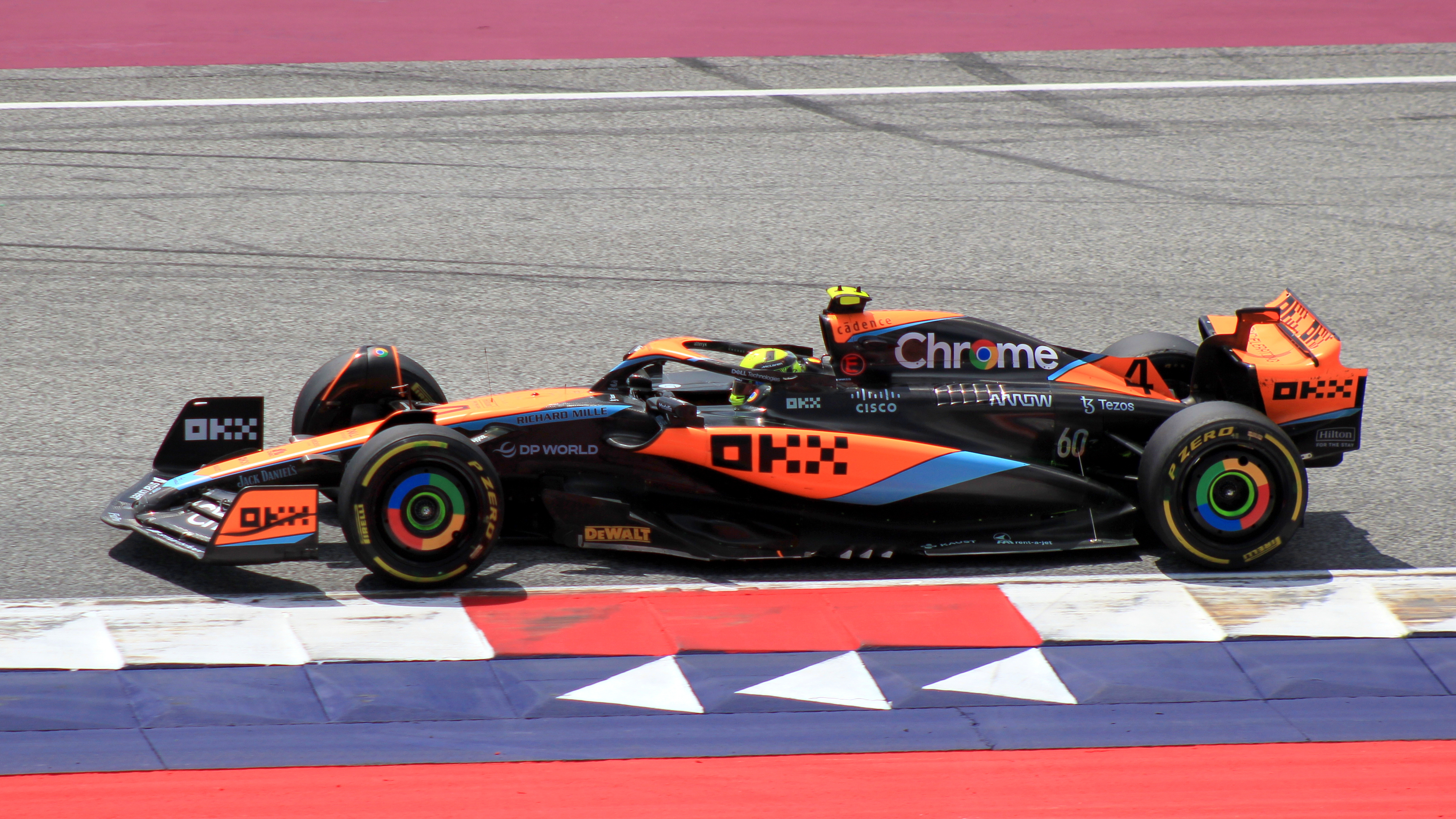
Norris în Marele Premiu al Austriei din 2023.

McLaren a adus actualizări mașinii MCL60 pentru Marele Premiu al Austriei; directorul echipei Andrea Stella a comentat că „aproape întreaga mașină” a fost reproiectată. Norris s-a calificat locul patru pentru cursă, locul trei pentru sprint și a terminat al patrulea în cursă. Mai mult succes a venit la Marele Premiu al Marii Britanii, unde Norris și Piastri s-au calificat pe locul al doilea și, respectiv, pe al treilea, un rezultat descris de Norris drept „nebun”. A trecut de Max Verstappen în primul viraj și a condus cursa timp de patru tururi înainte ca Verstappen să-și recapete locul. În fazele ulterioare ale cursei, Norris s-a apărat de Lewis Hamilton pentru a termina al doilea, devenind primul pilot McLaren care a terminat pe podium la circuitul Silverstone de la Hamilton în 2010. Apoi, s-a calificat pe locul al treilea și s-a apărat de Sergio Pérez pentru a termina pe locul al doilea la Marele Premiu al Ungariei, primele podiumuri consecutive din cariera sa în Formula 1. A început de pe locul al doilea la Marele Premiu al Țărilor de Jos, dar a criticat decizia echipei sale de a nu schimba cauciucurile în timpul ploii; a terminat în cele din urmă pe locul șapte.
Au urmat patru podiumuri consecutive începând cu Marele Premiu al statului Singapore, unde s-a apărat de duo-ul Mercedes format din Hamilton și George Russell și a terminat la mai puțin de o secundă în spatele câștigătorului cursei Carlos Sainz Jr., fostul său coechipier. A terminat din nou pe locul 2 în Japonia, pe locul 3 în Qatar și pe locul 2 în Statele Unite. Norris nu a reușit să stabilească un timp competițional de calificare la Marele Premiu de la Ciudad de México, pornind pe locul 17, dar și-a revenit pentru a termina cursa pe locul cinci. La Marele Premiu de la São Paulo, el a revendicat pole position în cursa de sprint, dar a fost depășit de Verstappen în primul viraj și a terminat pe locul al doilea. De asemenea, a terminat pe locul al doilea în cursa principală, după ce a început de pe locul șase și a câștigat patru locuri la start. Singurul său abandon din sezon a venit în penultima rundă, Marele Premiu al Las Vegasului.
Norris a marcat 205 puncte în total, față de cele 97 ale coechipierului Piastri, și s-a clasat pe locul șase în Campionatul piloților, egalându-și rezultatul din 2021. A terminat la doar un punct în spatele locului al patrulea, întrucât Fernando Alonso și Charles Leclerc au acumulat același număr de puncte, 206.

#### 2024

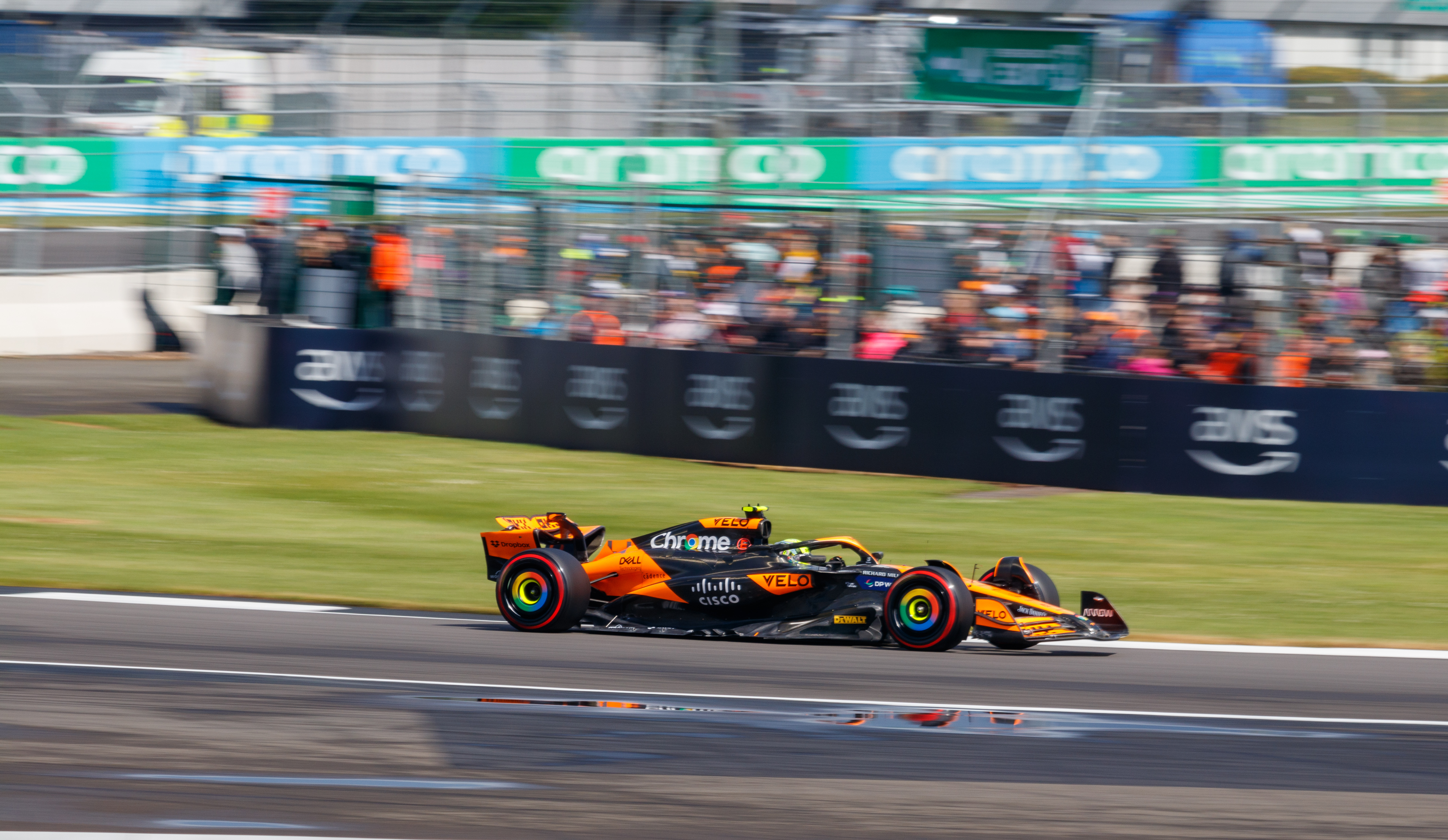
Norris în

Înainte de sezonul 2024, Norris a semnat un contract pe mai mulți ani cu McLaren. El a început sezonul cu locul al șaselea în MP al Bahrainului din 2024 și a obținut primul său podium cu locul trei în MP al Australiei din 2024. La Marele Premiu al Chinei, a obținut pole position-ul pentru sprint, dar a terminat al șaselea în cursa de sprint. În cursa principală, s-a calificat al patrulea, l-a depășit pe Fernando Alonso și a profitat de opririle la boxe pentru a termina pe locul al doilea, asigurându-și al 15-lea podium în Formula 1. Norris a obținut prima sa victorie în Marele Premiu de la Miami, beneficiind de o mașină de siguranță la timp pentru a se menține în frunte și a egala recordul pentru cele mai multe podiumuri înainte de prima victorie (16). Înainte de pauza de vară, Norris a adăugat alte cinci podiumuri, printre care locul al doilea la Imola, unde s-a luptat cu Verstappen pentru victorie, și în Canada, unde a condus cursa pentru scurt timp înainte ca strategia să-l favorizeze pe Verstappen. În Spania, în ciuda faptului că a plecat din pole position, el a pierdut conducerea devreme. Norris a ratat la limită podiumurile la Monaco și în Austria, dar și-a revenit la Marele Premiu al Marii Britanii și la cel al Ungariei. În Ungaria, ordinele de echipă i-au acordat prioritate coechipierului Oscar Piastri pentru victorie, lăsându-l pe Norris pe locul doi. El a terminat pe locul al cincilea în Belgia, după ce o descalificare a lui George Russell modificat rezultatele.
După pauza de vară, Norris a obținut pole position-ul și victoria la Marele Premiu al Țărilor de Jos, cu 22 de secunde peste Verstappen, marcând prima victorie pentru McLaren la Zandvoort din 1985. La Monza, Norris a obținut un alt pole, dar a terminat al treilea în spatele lui Piastri și Charles Leclerc, stabilind cel mai rapid tur al cursei. În Azerbaidjan, el a suferit o eliminare în Q1 din cauza unui steag galben, dar și-a revenit în cursă pentru a termina pe locul patru, ajutând McLaren să preia conducerea Campionatului Constructorilor pentru prima dată din 2014.

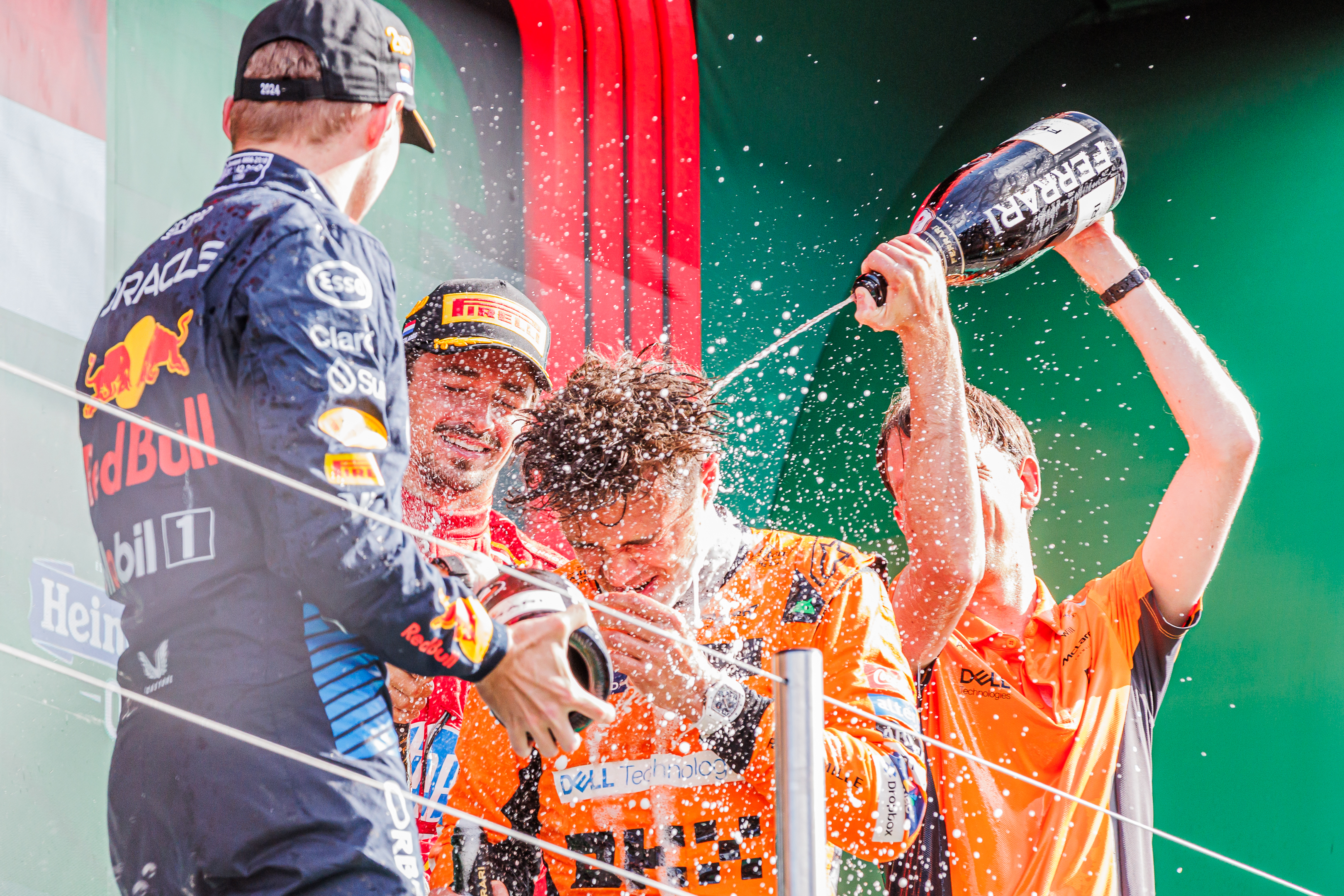
Norris (centru) pe podium după ce a câștigat Marele Premiu al Țărilor de Jos din 2024

Norris a excelat la Marele Premiu al statului Singapore, obținând pole position-ul și conducând fiecare tur pentru o victorie dominantă de 20 de secunde avans, a treia din acest sezon. În Statele Unite a ratat podiumului în urma unei penalizări, iar în Ciudad de México a terminat pe locul al doilea după ce a profitat de greșeala lui Leclerc. La São Paulo, Norris a câștigat sprintul după ce Piastri a făcut schimb de poziții, dar s-a confruntat cu o cursă principală dificilă, deși a plecat din pole position, terminând pe locul șase după incidente și penalizări. Victoria lui Verstappen de pe locul 17 a schimbat dinamica campionatului. Înainte de Marele Premiu al Las Vegasului, Norris a recunoscut că speranțele sale la titlu s-au terminat. El s-a calificat și a terminat pe locul șase, în timp ce locul cinci obținut de Verstappen a pus capăt matematic șanselor lui Norris la titlu.
În Qatar, Norris a condus sprintul din pole position, dar i-a cedat intenționat victoria lui Piastri, ca gest de bunăvoință. O încălcare a steagului galben în timpul cursei a dus la o penalizare, făcându-l să coboare pe locul al zecelea. Performanțele puternice ale Scuderiei Ferrari au redus avansul McLaren în clasamentul constructorilor la 21 de puncte, în timp ce Leclerc a redus distanța față de Norris pentru locul doi în clasamentul piloților la opt puncte înainte de Abu Dhabi. Norris a încheiat sezonul cu o performanță dominantă la Abu Dhabi, obținând a patra victorie a anului și primul titlu al constructorilor pentru McLaren din 1998.

## Statistici

### Înainte de Formula 1
| Sezon | Echipă                | Competiție                                            | Puncte | Loc clasament general |
| ----- | --------------------- | ----------------------------------------------------- | ------ | --------------------- |
| 2014  | HHC Motorsport        | KICK Start Energy Ginetta Junior Championship         | 432    | 3                     |
| 2015  | Carlin                | MSA Formula Certified by FIA Powered by Ford EcoBoost | 413    | 1                     |
| 2016  | Josef Kaufmann Racing | Formula Renault 2.0 Eurocup                           | 253    | 1                     |
| 2016  | M2 Competition        | Toyota Racing Series New Zealand                      | 924    | 1                     |
| 2017  | Carlin                | FIA Formula 3 European Championship                   | 441    | 1                     |
| 2018  | Carlin                | FIA Formula 2 Championship                            | 219    | 2                     |

### În Formula 1
| Sezon | Echipă           | Puncte | Poz. |
| ----- | ---------------- | ------ | ---- |
| 2024  | McLaren-Mercedes | 374    | 2    |
| 2023  | McLaren-Mercedes | 205    | 6    |
| 2022  | McLaren-Mercedes | 122    | 7    |
| 2021  | McLaren-Mercedes | 160    | 6    |
| 2020  | McLaren-Renault  | 97     | 9    |
| 2019  | McLaren-Renault  | 49     | 11   |